# Принцип відносності
Принцип відносності — це фундаментальний фізичний принцип, що включає в себе такі постулати:
1. Існують інерційні системи відліку (ІСВ) — такі ІСВ, в яких вільний рух (при якому на тіло не діє ніяка сила) відбувається рівномірно й прямолінійно.
2. В інерційних системах відліку всі закони природи однакові.

## Варіанти
| Симетрія у фізиці            | Симетрія у фізиці                 | Симетрія у фізиці            |
| Перетворення                 | Відповідна інваріантність         | Відповідний закон збереження |
| ---------------------------- | --------------------------------- | ---------------------------- |
| ⭥Трансляції часу             | Однорідність часу                 | …енергії                     |
| ⊠ C, P, CP і T-симетрії      | Ізотропність часу                 | …парності                    |
| ⭤ Трансляції простору        | Однорідність простору             | …імпульсу                    |
| ↺ Обертання простору         | Ізотропність простору             | …моменту імпульсу            |
| ⇆ Група Лоренца (бусти)      | Відносність Лоренц-коваріантність | …руху центра мас             |
| ~ Калібрувальне перетворення | Калібрувальна інваріантність      | …заряду                      |

Відрізняють два варіанти принципу відносності[джерело?]:
- принцип відносності Галілея, в якому робиться припущення, що взаємодія між тілами відбувається миттєво. Цей принцип лежить в основі класичної механіки, з нього також випливає, що час абсолютний — він тече однаково в будь-якій системі відліку;
- принцип відносності Ейнштейна, в якому робиться припущення, що будь-яка взаємодія між тілами поширюється зі скінченною швидкістю. Цей принцип лежить в основі спеціальної та загальної теорій відносності[джерело?], створених Ейнштейном. Як наслідок, поняття абсолютного часу немає —  проміжок часу між двома подіями в різних інерційних системах відліку може відрізнятися, зокрема, дві події, які одночасні в одній інерційній системі відліку, можуть бути неодночасними в іншій.